# دوغانجا (سامسات)
دوغانجا (به ترکی استانبولی: Doğanca) یک منطقهٔ مسکونی در ترکیه است که در سامسات واقع شده‌است.